# Aguelmous
Aguelmous (en àrab اكلموس, Agalmūs; en amazic ⴰⴳⵍⵎⵓⵙ) és una comuna rural de la província de Khénifra, a la regió de Béni Mellal-Khénifra, al Marroc. Segons el cens de 2014 tenia una població total de 35.626 persones. Es troba a 32 kilòmetres de Khenifra i la majoria de la població pertany a la tribu zayanes.